# Tour de France 2022
Tour de France 2022 var den 109. udgave af cykelløbet Tour de France. Løbets første etape begyndte 1. juli 2022 med en enkeltstart i Danmarks hovedstad København. Løbets sidste etape havde søndag den 24. juli traditionel afslutning på Avenue des Champs-Élysées i centrum af Paris.
Løbet blev vundet af den danske rytter Jonas Vingegaard fra Team Jumbo-Visma. Udover den gule førertrøje, sikrede han sig også den samlede sejr i bjergkonkurrencen, ligesom han undervejs i løbet vandt to etaper. Vingegaards holdkammerat Wout van Aert vandt pointkonkurrencen, og blev kåret til løbets mest angrebsivrige rytter. Vinderen fra løbet i 2021, Tadej Pogačar, vandt ungdomskonkurrencen og endte på andenpladsen i det samlede klassement. Geraint Thomas fra Ineos Grenadiers tog sig af tredjepladsen, og Ineos Grenadiers vandt holdkonkurrencen. Sprinteren Caleb Ewan (Lotto-Soudal) blev løbets Lanterne rouge.

## De tre etaper i Danmark
Det var første gang løbet besøgte Danmark, og København var den nordligste by hvor den såkaldte “Grand Départ” fandt sted. De tre første etaper og 394 kilometer blev kørt i Danmark, inden karavanen rykkede til Frankrig. På grund af etaperne i Danmark startede løbet usædvanligt allerede en fredag, og der vil for første gang nogensinde være tre hviledage, men stadigvæk 21 etaper. Den ekstra hviledag kom allerede på fjerdedagen, da løbet flyttede fra Danmark til Frankrig. Det er 24. gang siden 1954 at Tour de France startede uden for Frankrig, og Danmark blev den tiende nation, der havde værtsskabet.
Starten i København skulle oprindeligt være afviklet i 2021, men blev pga. konsekvenserne af coronaviruspandemien og overlappet i de danske værtskaber for fire kampe ved EM-slutrunden i fodbold flyttet til 2022.

### Pris
Prisen for åbningen og de tre første etaper er officielt 88 mio. kr. som skulle betales til den franske løbsarrangør ASO. Her betaler Københavns Kommune 25 mio. kr. for Grand Départ og løbets første etape, mens Nyborg og Sønderborg hver betalte ti mio. kr. for etapeafslutningerne. Roskilde og Vejle kommuner skulle hver betale fem mio. kr. til løbsarrangøren for starten af etaperne. Derudover skulle Region Hovedstaden, Region Sjælland og Region Syddanmark samlet betale 15. mio. kr., mens Staten via Erhvervsministeriet bidrog med 17. mio. Den sidste million kom fra sponsorer. Udover de 88 mio. til arrangøren, har alle kommuner budgetteret med yderlige millioner kr. til diverse udgifter i forbindelse med etaperne.
De kommuner som ønskede at få etaperne til at køre igennem deres område, skulle betale minimum 600.000 kroner til lokal markedsføring af løbet, samt stå for afspærring, vejforbedringer og eventuel terrorsikring samt stille med minimum 200 frivillige.

### Forberedelser
I forbindelse med at fire helikoptere og to relay-fly under etaperne skulle lave tv-billeder og sende signalerne til jorden, blev det danske luftrum op til 2.500 fod omkring ruterne lukket for andre fly under afvikling af etaperne.
Midlertidige ladestationer med batteri blev opstillet for at forsyne løbets elbiler.

### Grand Départ
Grand Départ er løbets betegnelse for åbningen af løbet. Den begyndte 29. juni (to dage før løbets første etape) med et stort show i Tivoli, hvor alle hold og ryttere blev præsenteret. Dennis Ritter og Stine Bjerre Mortensen var værter ved showet, mens bandet Lukas Graham stod for den musikalske underholdning. I forbindelse med holdpræsentationen blev der uddelt 10.000 gratis entrebilletter til Tivoli.

### Tilskuere og seertal
Ifølge løbsarrangør Amaury Sport Organisation (ASO) var to millioner danskere ude på vejene i forbindelse med de tre etaper. Hos TV 2 havde man i gennemsnit 767.000 seere på flow-tv og streaming under hver etape, og da 3. etape nærmede sig sin afslutning, var der 1.095.000 personer som så med. Udover TV 2, viste også Eurosport etaperne på direkte tv og streaming i Danmark. Her var der 5.333 seere i gennemsnit til hver af de tre etaper. 1. etape blev i gennemsnit set af 7.000, 2. etape af 6.000 og 3. etape nåede ned på 3.000 seere på Eurosport 1. Hertil hører ikke streamingtallene fra streamingplatformen Discovery+.
Den danske del sluttede efter 3. etape, hvor 750-800 personer blev fløjet til Lille og Calais i chartrede fly fra Sønderborg og Billund.

## Pengepræmier
I alt blev der delt 2.282.000 euro, cirka 16.995.000 danske kroner, ud i præmiepenge i løbet af Tour de France.

### Trøjer
Præmie for hver dag en rytter kørte i trøjen
- Den gule førertrøje: 500 euro (med undtagelse af 1. etape)
- Den grønne pointtrøje: 300 euro (med undtagelse af 1. etape)
- Den prikkede bjergtrøje: 300 euro (med undtagelse af 1. etape)
- Den hvide ungdomstrøje: 300 euro (med undtagelse af 1. etape)

Samlet sejr
 Den gule førertrøje: 500.000 euro
2. plads: 200.000 euro
3. plads: 100.000 euro
4. plads: 70.000 euro
5. plads: 50.000 euro
6. plads: 23.000 euro
7. plads: 11.500 euro
8. til 19. plads: 7.600 euro ned til 1.100 euro
20. - 160. plads: 1.000 euro 

 Den grønne pointtrøje: 25.000 euro 
2. plads: 15.000 euro
3. plads: 10.000 euro

 Den prikkede bjergtrøje: 25.000 euro
2. plads: 15.000 euro
3. plads: 10.000 euro 

 Den hvide ungdomstrøje: 20.000 euro 
2. plads: 15.000 euro
3. plads: 10.000 euro 

 Holdkonkurrencen: 50.000 euro 
2. plads: 30.000 euro
3. plads: 20.000 euro 

 Mest angrebsivrige rytter: 20.000 euro 

 Souvenir Henri Desgrange: 5.000 euro 

### Etaper
- Etapevinder: 11.000 euro.
- Vinder af indlagt spurt i pointkonkurrencen: 1.500 euro
- Mest angrebsivrige rytter: 2.000 euro
- Første ungdomsrytter over målstregen: 500 euro
- Bedste hold (tre første ryttere): 2.800 euro
- Første rytter på toppen af stigning:

Stigning uden for kategori: 800 euro
Kategori 1-stigning: 650 euro
Kategori 2-stigning: 500 euro
Kategori 3-stigning: 300 euro
Kategori 4-stigning: 200 euro

### Pengepræmier pr. hold
Den akkumulerede indtjening pr. hold under Tour de France 2022 er angivet i tabellen nedenfor.
| Rang | Hold                               | Land                       | Præmiepenge | Bedste samlede placering | Antal etapesejre | Gule førertrøje (dage) | Andre konkurrencer                                                |
| ---- | ---------------------------------- | -------------------------- | ----------- | ------------------------ | ---------------- | ---------------------- | ----------------------------------------------------------------- |
| 1.   | Team Jumbo-Visma                   | Holland                    | 740.850 €   | 1.                       | 6                | 15                     | Pointkonkurrencen · Bjergkonkurrencen · Mest angrebsivrige rytter |
| 2.   | UAE Team Emirates                  | Forenede Arabiske Emirater | 325.460 €   | 2.                       | 3                | 5                      | Ungdomskonkurrencen                                               |
| 3.   | Ineos Grenadiers                   | Storbritannien             | 236.810 €   | 3.                       | 1                |                        | Holdkonkurrencen                                                  |
| 4.   | Groupama-FDJ                       | Frankrig                   | 143.860 €   | 4.                       |                  |                        |                                                                   |
| 5.   | Bora-Hansgrohe                     | Tyskland                   | 82.440 €    | 5.                       |                  |                        |                                                                   |
| 6.   | Alpecin-Fenix                      | Belgien                    | 60.130 €    | 60.                      | 2                |                        |                                                                   |
| 7.   | Trek-Segafredo                     | USA                        | 58.240 €    | 25.                      | 1                |                        |                                                                   |
| 8.   | Team BikeExchange-Jayco            | Australien                 | 58.170 €    | 23.                      | 2                |                        |                                                                   |
| 9.   | EF Education-EasyPost              | USA                        | 57.100 €    | 13.                      | 1                |                        |                                                                   |
| 10.  | Arkéa-Samsic                       | Frankrig                   | 56.980 €    | 6.                       |                  |                        |                                                                   |
| 11.  | Intermarché-Wanty-Gobert Matériaux | Belgien                    | 47.810 €    | 8.                       |                  |                        |                                                                   |
| 12.  | Bahrain Victorious                 | Bahrain                    | 46.840 €    | 14.                      |                  |                        |                                                                   |
| 13.  | Israel-Premier Tech                | Israel                     | 43.770 €    | 24.                      | 2                |                        |                                                                   |
| 14.  | Movistar Team                      | Spanien                    | 43.000 €    | 21.                      |                  |                        |                                                                   |
| 15.  | Quick-Step Alpha Vinyl             | Belgien                    | 41.430 €    | 96.                      | 2                | 1                      |                                                                   |
| 16.  | Cofidis                            | Frankrig                   | 40.350 €    | 40.                      |                  |                        |                                                                   |
| 17.  | Team DSM                           | Tyskland                   | 38.350 €    | 7.                       |                  |                        |                                                                   |
| 18.  | AG2R Citroën Team                  | Frankrig                   | 19.870 €    | 12.                      | 1                |                        |                                                                   |
| 19.  | Team TotalEnergies                 | Frankrig                   | 17.060 €    | 57.                      |                  |                        |                                                                   |
| 20.  | Astana Qazaqstan Team              | Kasakhstan                 | 14.000 €    | 9.                       |                  |                        |                                                                   |
| 21.  | B&B Hotels–KTM                     | Frankrig                   | 12.740 €    | 34.                      |                  |                        |                                                                   |
| 22.  | Lotto-Soudal                       | Belgien                    | 10.140 €    | 73.                      |                  |                        |                                                                   |

## Etaperne
| Etape     | Dato     | Start – Mål                           | type              | Afstand (km) | Elevation (m) | Etapevinder        | Førende rytter   |
| --------- | -------- | ------------------------------------- | ----------------- | ------------ | ------------- | ------------------ | ---------------- |
| 1. etape  | 1. jul.  | København – København                 | enkeltstart       | 13,2         | 20 m          | Yves Lampaert      | Yves Lampaert    |
| 2. etape  | 2. jul.  | Roskilde – Nyborg                     | flad etape        | 202,2        | 1.102 m       | Fabio Jakobsen     | Wout van Aert    |
| 3. etape  | 3. jul.  | Vejle – Sønderborg                    | flad etape        | 182          | 1.285 m       | Dylan Groenewegen  | Wout van Aert    |
|           | 4. jul.  | Transfer til Frankrig                 | Hviledag          |              |               |                    |                  |
| 4. etape  | 5. jul.  | Dunkerque – Calais                    | kuperet etape     | 171,5        | 1.796 m       | Wout van Aert      | Wout van Aert    |
| 5. etape  | 6. jul.  | Lille – Trouée d'Arenberg             | kuperet etape     | 157          | 537 m         | Simon Clarke       | Wout van Aert    |
| 6. etape  | 7. jul.  | Binche – Longwy                       | kuperet etape     | 219,9        | 2.483 m       | Tadej Pogačar      | Tadej Pogačar    |
| 7. etape  | 8. jul.  | Tomblaine – Planche des Belles Filles | bjergetape        | 176,3        | 2.532 m       | Tadej Pogačar      | Tadej Pogačar    |
| 8. etape  | 9. jul.  | Dole – Lausanne                       | kuperet etape     | 186,3        | 2.529 m       | Wout van Aert      | Tadej Pogačar    |
| 9. etape  | 10. jul. | Aigle – Châtel                        | bjergetape        | 192,9        | 3.695 m       | Bob Jungels        | Tadej Pogačar    |
|           | 11. jul. | Hviledag i Morzine                    | Hviledag          |              |               |                    |                  |
| 10. etape | 12. jul. | Morzine – Megève                      | kuperet etape     | 148,1        | 2.775 m       | Magnus Cort        | Tadej Pogačar    |
| 11. etape | 13. jul. | Albertville – Col du Granon           | bjergetape        | 151,7        | 4.036 m       | Jonas Vingegaard   | Jonas Vingegaard |
| 12. etape | 14. jul. | Briançon – L'Alpe d'Huez              | bjergetape        | 165,1        | 4.661 m       | Tom Pidcock        | Jonas Vingegaard |
| 13. etape | 15. jul. | Le Bourg-d'Oisans – Saint-Étienne     | flad etape        | 192,6        | 2.114 m       | Mads Pedersen      | Jonas Vingegaard |
| 14. etape | 16. jul. | Saint-Étienne – Mende                 | middel bjergetape | 192,5        | 3.499 m       | Michael Matthews   | Jonas Vingegaard |
| 15. etape | 17. jul. | Rodez – Carcassonne                   | flad etape        | 202,5        | 2.416 m       | Jasper Philipsen   | Jonas Vingegaard |
|           | 18. jul. | Hviledag i Carcassonne                | Hviledag          |              |               |                    |                  |
| 16. etape | 19. jul. | Carcassonne – Foix                    | middel bjergetape | 178,5        | 3.422 m       | Hugo Houle         | Jonas Vingegaard |
| 17. etape | 20. jul. | Saint-Gaudens – Peyragudes            | bjergetape        | 129,7        | 3.368 m       | Tadej Pogačar      | Jonas Vingegaard |
| 18. etape | 21. jul. | Lourdes – Hautacam                    | bjergetape        | 143,2        | 4.056 m       | Jonas Vingegaard   | Jonas Vingegaard |
| 19. etape | 22. jul. | Castelnau-Magnoac – Cahors            | flad etape        | 188,3        | 1.326 m       | Christophe Laporte | Jonas Vingegaard |
| 20. etape | 23. jul. | Lacapelle-Marival – Rocamadour        | enkeltstart       | 40,7         | 442 m         | Wout van Aert      | Jonas Vingegaard |
| 21. etape | 24. jul. | Paris La Défense Arena – Paris        | flad etape        | 115,6        | 614 m         | Jasper Philipsen   | Jonas Vingegaard |

## Trøjernes fordeling gennem løbet
| Etape     |                   | Vinder _           | Samlede stilling | Pointtrøje    | Bjergtrøje       | Ungdomstrøje  | Mest angrebsivrige | Holdkonkurrence  |
| --------- | ----------------- | ------------------ | ---------------- | ------------- | ---------------- | ------------- | ------------------ | ---------------- |
| 1. etape  | enkeltstart       | Yves Lampaert      | Yves Lampaert    | Yves Lampaert | ikke uddelt      | Tadej Pogačar | ikke uddelt        | Jumbo-Visma      |
| 2. etape  | flad etape        | Fabio Jakobsen     | Wout van Aert    | Wout van Aert | Magnus Cort      | Tadej Pogačar | Sven Erik Bystrøm  | Jumbo-Visma      |
| 3. etape  | flad etape        | Dylan Groenewegen  | Wout van Aert    | Wout van Aert | Magnus Cort      | Tadej Pogačar | Magnus Cort        | Jumbo-Visma      |
| 4. etape  | kuperet etape     | Wout van Aert      | Wout van Aert    | Wout van Aert | Magnus Cort      | Tadej Pogačar | Anthony Perez      | Jumbo-Visma      |
| 5. etape  | kuperet etape     | Simon Clarke       | Wout van Aert    | Wout van Aert | Magnus Cort      | Tadej Pogačar | Magnus Cort        | Ineos Grenadiers |
| 6. etape  | kuperet etape     | Tadej Pogačar      | Tadej Pogačar    | Wout van Aert | Magnus Cort      | Tadej Pogačar | Wout van Aert      | Ineos Grenadiers |
| 7. etape  | bjergetape        | Tadej Pogačar      | Tadej Pogačar    | Wout van Aert | Magnus Cort      | Tadej Pogačar | Simon Geschke      | Ineos Grenadiers |
| 8. etape  | kuperet etape     | Wout van Aert      | Tadej Pogačar    | Wout van Aert | Magnus Cort      | Tadej Pogačar | Mattia Cattaneo    | Ineos Grenadiers |
| 9. etape  | bjergetape        | Bob Jungels        | Tadej Pogačar    | Wout van Aert | Simon Geschke    | Tadej Pogačar | Thibaut Pinot      | Ineos Grenadiers |
| 10. etape | kuperet etape     | Magnus Cort        | Tadej Pogačar    | Wout van Aert | Simon Geschke    | Tadej Pogačar | Alberto Bettiol    | Ineos Grenadiers |
| 11. etape | bjergetape        | Jonas Vingegaard   | Jonas Vingegaard | Wout van Aert | Simon Geschke    | Tadej Pogačar | Warren Barguil     | Ineos Grenadiers |
| 12. etape | bjergetape        | Tom Pidcock        | Jonas Vingegaard | Wout van Aert | Simon Geschke    | Tadej Pogačar | Tom Pidcock        | Ineos Grenadiers |
| 13. etape | flad etape        | Mads Pedersen      | Jonas Vingegaard | Wout van Aert | Simon Geschke    | Tadej Pogačar | Mads Pedersen      | Ineos Grenadiers |
| 14. etape | middel bjergetape | Michael Matthews   | Jonas Vingegaard | Wout van Aert | Simon Geschke    | Tadej Pogačar | Michael Matthews   | Ineos Grenadiers |
| 15. etape | flad etape        | Jasper Philipsen   | Jonas Vingegaard | Wout van Aert | Simon Geschke    | Tadej Pogačar | Nils Politt        | Ineos Grenadiers |
| 16. etape | middel bjergetape | Hugo Houle         | Jonas Vingegaard | Wout van Aert | Simon Geschke    | Tadej Pogačar | Hugo Houle         | Ineos Grenadiers |
| 17. etape | bjergetape        | Tadej Pogačar      | Jonas Vingegaard | Wout van Aert | Simon Geschke    | Tadej Pogačar | Brandon McNulty    | Ineos Grenadiers |
| 18. etape | bjergetape        | Jonas Vingegaard   | Jonas Vingegaard | Wout van Aert | Jonas Vingegaard | Tadej Pogačar | Wout van Aert      | Ineos Grenadiers |
| 19. etape | flad etape        | Christophe Laporte | Jonas Vingegaard | Wout van Aert | Jonas Vingegaard | Tadej Pogačar | Quinn Simmons      | Ineos Grenadiers |
| 20. etape | enkeltstart       | Wout van Aert      | Jonas Vingegaard | Wout van Aert | Jonas Vingegaard | Tadej Pogačar | ikke uddelt        | Ineos Grenadiers |
| 21. etape | flad etape        | Jasper Philipsen   | Jonas Vingegaard | Wout van Aert | Jonas Vingegaard | Tadej Pogačar | ikke uddelt        | Ineos Grenadiers |
| Samlet    | Samlet            |                    | Jonas Vingegaard | Wout van Aert | Jonas Vingegaard | Tadej Pogačar | Wout van Aert      | Ineos Grenadiers |

## Resultater

### Samlede stilling
| \| Samlede stilling \| Samlede stilling \| Samlede stilling \| Samlede stilling \| Samlede stilling \| \| Rytter \| Rytter \| Hold \| Tid \| \| \| ---------------- \| ----------------- \| ---------------------------------- \| ---------------- \| ---------------- \| \| 1. \| Jonas Vingegaard \| Jumbo-Visma \| 79t 33' 20" \| \| \| 2. \| Tadej Pogačar \| UAE Team Emirates \| + 2' 43" \| \| \| 3. \| Geraint Thomas \| Ineos Grenadiers \| + 7' 22" \| \| \| 4. \| David Gaudu \| Groupama-FDJ \| + 13' 39" \| \| \| 5. \| Aleksandr Vlasov \| Bora-Hansgrohe \| + 15' 46" \| \| \| 6. \| Nairo Quintana \| Arkéa-Samsic \| DQ \| \| \| 7. \| Romain Bardet \| Team DSM \| + 18' 11" \| \| \| 8. \| Louis Meintjes \| Intermarché-Wanty-Gobert Matériaux \| + 18' 44" \| \| \| 9. \| Aleksej Lutsenko \| Astana Qazaqstan Team \| + 22' 56" \| \| \| 10. \| Adam Yates \| Ineos Grenadiers \| + 24' 52" \| \| \| 11. \| Valentin Madouas \| Groupama-FDJ \| + 35' 59" \| \| \| 12. \| Bob Jungels \| AG2R Citroën Team \| + 45' 23" \| \| \| 13. \| Neilson Powless \| EF Education-EasyPost \| + 46' 57" \| \| \| 14. \| Luis León Sánchez \| Bahrain Victorious \| + 49' 18" \| \| \| 15. \| Thibaut Pinot \| Groupama-FDJ \| + 50' 25" \| \| \| 16. \| Patrick Konrad \| Bora-Hansgrohe \| + 56' 54" \| \| \| 17. \| Tom Pidcock \| Ineos Grenadiers \| + 1t 01' 15" \| \| \| 18. \| Sepp Kuss \| Jumbo-Visma \| + 1t 02' 29" \| \| \| 19. \| Dylan Teuns \| Bahrain Victorious \| + 1t 11' 30" \| \| \| 20. \| Brandon McNulty \| UAE Team Emirates \| + 1t 31' 19" \| \| \| 21. \| Matteo Jorgenson \| Movistar Team \| + 1t 33' 57" \| \| \| 22. \| Wout van Aert \| Jumbo-Visma \| + 1t 35' 55" \| \| \| 23. \| Nick Schultz \| BikeExchange-Jayco \| + 1t 39' 41" \| \| \| 24. \| Hugo Houle \| Israel-Premier Tech \| + 1t 42' 14" \| \| \| 25. \| Bauke Mollema \| Trek-Segafredo \| + 1t 45' 57" \| \| |                   |                                    |              |
| |                   |                                    |              |
| Kilde: ProCyclingStats |                   |                                    |              |
| Samlede stilling |                   |                                    |              |
| Rytter | Rytter            | Hold                               | Tid          |
| 1. | Jonas Vingegaard  | Jumbo-Visma                        | 79t 33' 20"  |
| 2. | Tadej Pogačar     | UAE Team Emirates                  | + 2' 43"     |
| 3. | Geraint Thomas    | Ineos Grenadiers                   | + 7' 22"     |
| 4. | David Gaudu       | Groupama-FDJ                       | + 13' 39"    |
| 5. | Aleksandr Vlasov  | Bora-Hansgrohe                     | + 15' 46"    |
| 6. | Nairo Quintana    | Arkéa-Samsic                       | DQ           |
| 7. | Romain Bardet     | Team DSM                           | + 18' 11"    |
| 8. | Louis Meintjes    | Intermarché-Wanty-Gobert Matériaux | + 18' 44"    |
| 9. | Aleksej Lutsenko  | Astana Qazaqstan Team              | + 22' 56"    |
| 10. | Adam Yates        | Ineos Grenadiers                   | + 24' 52"    |
| 11. | Valentin Madouas  | Groupama-FDJ                       | + 35' 59"    |
| 12. | Bob Jungels       | AG2R Citroën Team                  | + 45' 23"    |
| 13. | Neilson Powless   | EF Education-EasyPost              | + 46' 57"    |
| 14. | Luis León Sánchez | Bahrain Victorious                 | + 49' 18"    |
| 15. | Thibaut Pinot     | Groupama-FDJ                       | + 50' 25"    |
| 16. | Patrick Konrad    | Bora-Hansgrohe                     | + 56' 54"    |
| 17. | Tom Pidcock       | Ineos Grenadiers                   | + 1t 01' 15" |
| 18. | Sepp Kuss         | Jumbo-Visma                        | + 1t 02' 29" |
| 19. | Dylan Teuns       | Bahrain Victorious                 | + 1t 11' 30" |
| 20. | Brandon McNulty   | UAE Team Emirates                  | + 1t 31' 19" |
| 21. | Matteo Jorgenson  | Movistar Team                      | + 1t 33' 57" |
| 22. | Wout van Aert     | Jumbo-Visma                        | + 1t 35' 55" |
| 23. | Nick Schultz      | BikeExchange-Jayco                 | + 1t 39' 41" |
| 24. | Hugo Houle        | Israel-Premier Tech                | + 1t 42' 14" |
| 25. | Bauke Mollema     | Trek-Segafredo                     | + 1t 45' 57" |

### Pointkonkurrencen
| Pointkonkurrence | Pointkonkurrence   | Pointkonkurrence       | Pointkonkurrence | Pointkonkurrence |
| Rytter           | Rytter             | Hold                   | Point            |                  |
| ---------------- | ------------------ | ---------------------- | ---------------- | ---------------- |
| 1.               | Wout van Aert      | Jumbo-Visma            | 480 point        |                  |
| 2.               | Jasper Philipsen   | Alpecin-Deceuninck     | 286 point        |                  |
| 3.               | Tadej Pogačar      | UAE Team Emirates      | 250 point        |                  |
| 4.               | Christophe Laporte | Jumbo-Visma            | 171 point        |                  |
| 5.               | Fabio Jakobsen     | Quick-Step Alpha Vinyl | 159 point        |                  |
| 6.               | Mads Pedersen      | Trek-Segafredo         | 158 point        |                  |
| 7.               | Jonas Vingegaard   | Jumbo-Visma            | 157 point        |                  |
| 8.               | Michael Matthews   | BikeExchange-Jayco     | 133 point        |                  |
| 9.               | Peter Sagan        | TotalEnergies          | 120 point        |                  |
| 10.              | Dylan Groenewegen  | BikeExchange-Jayco     | 116 point        |                  |

### Bjergkonkurrencen
| Bjergkonkurrence | Bjergkonkurrence | Bjergkonkurrence                   | Bjergkonkurrence | Bjergkonkurrence |
| Rytter           | Rytter           | Hold                               | Point            |                  |
| ---------------- | ---------------- | ---------------------------------- | ---------------- | ---------------- |
| 1.               | Jonas Vingegaard | Jumbo-Visma                        | 72 point         |                  |
| 2.               | Simon Geschke    | Cofidis                            | 65 point         |                  |
| 3.               | Giulio Ciccone   | Trek-Segafredo                     | 61 point         |                  |
| 4.               | Tadej Pogačar    | UAE Team Emirates                  | 61 point         |                  |
| 5.               | Wout van Aert    | Jumbo-Visma                        | 59 point         |                  |
| 6.               | Thibaut Pinot    | Groupama-FDJ                       | 52 point         |                  |
| 7.               | Louis Meintjes   | Intermarché-Wanty-Gobert Matériaux | 39 point         |                  |
| 8.               | Neilson Powless  | EF Education-EasyPost              | 37 point         |                  |
| 9.               | Pierre Latour    | TotalEnergies                      | 35 point         |                  |
| 10.              | Geraint Thomas   | Ineos Grenadiers                   | 32 point         |                  |

### Ungdomskonkurrencen
| Ungdomskonkurrence | Ungdomskonkurrence | Ungdomskonkurrence                 | Ungdomskonkurrence | Ungdomskonkurrence |
| Rytter             | Rytter             | Hold                               | Tid                |                    |
| ------------------ | ------------------ | ---------------------------------- | ------------------ | ------------------ |
| 1.                 | Tadej Pogačar      | UAE Team Emirates                  | 79t 36' 03"        |                    |
| 2.                 | Tom Pidcock        | Ineos Grenadiers                   | + 58' 32"          |                    |
| 3.                 | Brandon McNulty    | UAE Team Emirates                  | + 1t 28' 36"       |                    |
| 4.                 | Matteo Jorgenson   | Movistar Team                      | + 1t 31' 14"       |                    |
| 5.                 | Andreas Leknessund | Team DSM                           | + 1t 54' 48"       |                    |
| 6.                 | Michael Storer     | Groupama-FDJ                       | + 2t 20' 32"       |                    |
| 7.                 | Georg Zimmermann   | Intermarché-Wanty-Gobert Matériaux | + 2t 36' 57"       |                    |
| 8.                 | Kevin Geniets      | Groupama-FDJ                       | + 2t 45' 25"       |                    |
| 9.                 | Fred Wright        | Bahrain Victorious                 | + 3t 01' 25"       |                    |
| 10.                | Stan Dewulf        | AG2R Citroën Team                  | + 3t 26' 35"       |                    |

### Holdkonkurrencen
| Holdkonkurrence | Holdkonkurrence       | Holdkonkurrence | Holdkonkurrence |
| Hold            | Hold                  | Tid             |                 |
| --------------- | --------------------- | --------------- | --------------- |
| 1.              | Ineos Grenadiers      | 239t 03' 03"    |                 |
| 2.              | Groupama-FDJ          | + 37' 33"       |                 |
| 3.              | Jumbo-Visma           | + 44' 54"       |                 |
| 4.              | Bora-Hansgrohe        | + 1t 48' 45"    |                 |
| 5.              | Movistar Team         | + 2t 11' 22"    |                 |
| 6.              | UAE Team Emirates     | + 2t 19' 54"    |                 |
| 7.              | Bahrain Victorious    | + 2t 58' 32"    |                 |
| 8.              | Team DSM              | + 3t 26' 08"    |                 |
| 9.              | Arkéa-Samsic          | + 3t 56' 51"    |                 |
| 10.             | Astana Qazaqstan Team | + 3t 59' 00"    |                 |

## Hold og ryttere
| UCI WorldTeams (18)- AG2R Citroën Team - Astana Qazaqstan Team - Bahrain Victorious - Bora-Hansgrohe - Cofidis - EF Education-EasyPost - Groupama-FDJ - Ineos Grenadiers - Intermarché-Wanty-Gobert Matériaux - Israel-Premier Tech - Lotto-Soudal - Movistar Team - Quick-Step Alpha Vinyl - BikeExchange-Jayco - Team DSM - Jumbo-Visma - Trek-Segafredo - UAE Team Emirates UCI ProTeams (4)- Alpecin-Deceuninck - Arkéa-Samsic - B&B Hotels-KTM - TotalEnergies |
| |

### Nationalitet på ryttere
| #     | Nationalitet   | Ved start | Ved afslutning | Etapesejre                                |
| ----- | -------------- | --------- | -------------- | ----------------------------------------- |
| 1     | Frankrig       | 32        | 25             | 1 (Laporte)                               |
| 2     | Belgien        | 18        | 14             | 6 (Lampaert, van Aert (3), Philipsen (2)) |
| 3     | Italien        | 14        | 10             |                                           |
| 4     | Danmark        | 10        | 6              | 4 (Cort, Vingegaard (2), Pedersen)        |
| 5     | Holland        | 10        | 8              | 2 (Jakobsen, Groenewegen)                 |
| 6     | Tyskland       | 9         | 7              |                                           |
| 7     | Australien     | 9         | 5              | 2 (Clarke, Matthews)                      |
| 8     | Spanien        | 9         | 6              |                                           |
| 9     | Storbritannien | 8         | 7              | 1 (Pidcock)                               |
| 10    | USA            | 7         | 6              |                                           |
| 11    | Østrig         | 6         | 5              |                                           |
| 12    | Norge          | 6         | 5              |                                           |
| 13    | Slovenien      | 5         | 4              | 3 (Pogačar (3))                           |
| 14    | Canada         | 4         | 2              | 1 (Houle)                                 |
| 15    | Polen          | 4         | 3              |                                           |
| 16    | Schweiz        | 4         | 4              |                                           |
| 17    | Colombia       | 3         | 3              |                                           |
| 18    | Kasakhstan     | 3         | 3              |                                           |
| 19    | Luxembourg     | 3         | 2              | 1 (Jungels)                               |
| 20    | Sydafrika      | 2         | 2              |                                           |
| 21    | Letland        | 2         | 2              |                                           |
| 22    | New Zealand    | 2         | 1              |                                           |
| 23    | Portugal       | 2         | 1              |                                           |
| 24    | Hviderusland   | 1         | 1              |                                           |
| 25    | Israel         | 1         | 1              |                                           |
| 26    | Rusland        | 1         | 1              |                                           |
| 27    | Slovakiet      | 1         | 1              |                                           |
| Total | Total          | 176       | 135            | 21                                        |

### Danske ryttere
| Danske ryttere på startlisten |                         |                         |           |
| Rygnummer                     | Rytter                  | Hold                    | Placering |
| 3                             | Mikkel Bjerg            | UAE Team Emirates       | 124       |
| 18                            | Jonas Vingegaard        | Team Jumbo-Visma        | 1         |
| 52                            | Kasper Asgreen          | Quick-Step Alpha Vinyl  | DNS–9     |
| 55                            | Mikkel Honoré           | Quick-Step Alpha Vinyl  | 109       |
| 57                            | Michael Mørkøv          | Quick-Step Alpha Vinyl  | OT–15     |
| 146                           | Magnus Cort             | EF Education-EasyPost   | DNS–15    |
| 165                           | Andreas Kron            | Lotto-Soudal            | 68        |
| 171                           | Mads Pedersen           | Trek-Segafredo          | 99        |
| 194                           | Jakob Fuglsang          | Israel-Premier Tech     | DNS–16    |
| 206                           | Christopher Juul-Jensen | Team BikeExchange-Jayco | 126       |

* DNF = gennemførte ikke

* DNS = stillede ikke til start 

* OT = over tidsgrænsen

### Startliste
| UAE Team Emirates UAD | UAE Team Emirates UAD      | UAE Team Emirates UAD |
| --------------------- | -------------------------- | --------------------- |
| Nr.                   | Rytter                     | Placering             |
| 1                     | Tadej Pogačar (SLO)        | 2.                    |
| 2                     | George Bennett (NZL)       | DNS-10                |
| 3                     | Mikkel Bjerg (DEN)         | 124.                  |
| 4                     | Vegard Stake Laengen (NOR) | DNS-8                 |
| 5                     | Rafał Majka (POL)          | DNS-17                |
| 6                     | Brandon McNulty (USA)      | 20.                   |
| 7                     | Marc Soler (ESP)           | HD-16                 |
| 8                     | Marc Hirschi (SUI)         | 127.                  |

| Jumbo-Visma TJV | Jumbo-Visma TJV            | Jumbo-Visma TJV |
| --------------- | -------------------------- | --------------- |
| Nr.             | Rytter                     | Placering       |
| 11              | Primož Roglič (SLO)        | DNS-15          |
| 12              | Tiesj Benoot (BEL)         | 36.             |
| 13              | Steven Kruijswijk (NED)    | DNF-15          |
| 14              | Sepp Kuss (USA)            | 18.             |
| 15              | Christophe Laporte (FRA)   | 75.             |
| 16              | Wout van Aert (BEL)        | 22.             |
| 17              | Nathan Van Hooydonck (BEL) | DNS-20          |
| 18              | Jonas Vingegaard (DEN)     | 1.              |

| Ineos Grenadiers IGD | Ineos Grenadiers IGD                | Ineos Grenadiers IGD |
| -------------------- | ----------------------------------- | -------------------- |
| Nr.                  | Rytter                              | Placering            |
| 21                   | Geraint Thomas (GBR)                | 3.                   |
| 22                   | Daniel Martínez (COL) (enkeltstart) | 30.                  |
| 23                   | Jonathan Castroviejo (ESP)          | 49.                  |
| 24                   | Filippo Ganna (ITA) (enkeltstart)   | 95.                  |
| 25                   | Tom Pidcock (GBR)                   | 17.                  |
| 26                   | Luke Rowe (GBR)                     | 106.                 |
| 27                   | Dylan van Baarle (NED)              | 32.                  |
| 28                   | Adam Yates (GBR)                    | 10.                  |

| AG2R Citroën Team ACT | AG2R Citroën Team ACT           | AG2R Citroën Team ACT |
| --------------------- | ------------------------------- | --------------------- |
| Nr.                   | Rytter                          | Placering             |
| 31                    | Ben O'Connor (AUS)              | DNS-10                |
| 32                    | Geoffrey Bouchard (FRA)         | DNS-8                 |
| 33                    | Mikaël Cherel (FRA)             | DNS-16                |
| 34                    | Benoît Cosnefroy (FRA)          | 91.                   |
| 35                    | Stan Dewulf (BEL)               | 65.                   |
| 36                    | Bob Jungels (LUX) (enkeltstart) | 12.                   |
| 37                    | Oliver Naesen (BEL)             | DNF-11                |
| 38                    | Aurélien Paret-Peintre (FRA)    | DNS-16                |

| Bora-Hansgrohe BOH | Bora-Hansgrohe BOH                                  | Bora-Hansgrohe BOH |
| ------------------ | --------------------------------------------------- | ------------------ |
| Nr.                | Rytter                                              | Placering          |
| 41                 | Aleksandr Vlasov (RUS)                              | 5.                 |
| 42                 | Felix Großschartner (AUT) (landevej og enkeltstart) | 53.                |
| 43                 | Marco Haller (AUT)                                  | 87.                |
| 44                 | Lennard Kämna (GER) (enkeltstart)                   | DNS-16             |
| 45                 | Patrick Konrad (AUT)                                | 16.                |
| 46                 | Nils Politt (GER) (landevej)                        | 56.                |
| 47                 | Maximilian Schachmann (GER)                         | 46.                |
| 48                 | Danny van Poppel (NED)                              | 109.               |

| Quick-Step Alpha Vinyl QST | Quick-Step Alpha Vinyl QST        | Quick-Step Alpha Vinyl QST |
| -------------------------- | --------------------------------- | -------------------------- |
| Nr.                        | Rytter                            | Placering                  |
| 51                         | Fabio Jakobsen (NED)              | 130.                       |
| 52                         | Kasper Asgreen (DEN)              | DNS-9                      |
| 53                         | Andrea Bagioli (ITA)              | 98.                        |
| 54                         | Mattia Cattaneo (ITA)             | 96.                        |
| 55                         | Mikkel Honoré (DEN)               | 112.                       |
| 56                         | Yves Lampaert (BEL)               | 120.                       |
| 57                         | Michael Mørkøv (DEN)              | HD-15                      |
| 58                         | Florian Sénéchal (FRA) (landevej) | 107.                       |

| Movistar Team MOV | Movistar Team MOV       | Movistar Team MOV |
| ----------------- | ----------------------- | ----------------- |
| Nr.               | Rytter                  | Placering         |
| 61                | Enric Mas (ESP)         | DNS-19            |
| 62                | Imanol Erviti (ESP)     | DNS-18            |
| 63                | Gorka Izagirre (ESP)    | DNS-21            |
| 64                | Matteo Jorgenson (USA)  | 21.               |
| 65                | Gregor Mühlberger (AUT) | 29.               |
| 66                | Nelson Oliveira (POR)   | 52.               |
| 67                | Albert Torres (ESP)     | 134.              |
| 68                | Carlos Verona (ESP)     | 27.               |

| Cofidis COF | Cofidis COF               | Cofidis COF |
| ----------- | ------------------------- | ----------- |
| Nr.         | Rytter                    | Placering   |
| 71          | Guillaume Martin (FRA)    | DNS-9       |
| 72          | Pierre-Luc Périchon (FRA) | 63.         |
| 73          | Simon Geschke (GER)       | 45.         |
| 74          | Jon Izagirre (ESP)        | 40.         |
| 75          | Victor Lafay (FRA)        | DNF-13      |
| 76          | Anthony Perez (FRA)       | 84.         |
| 77          | Benjamin Thomas (FRA)     | 54.         |
| 78          | Max Walscheid (GER)       | DNS-16      |

| Bahrain Victorious TBV | Bahrain Victorious TBV  | Bahrain Victorious TBV |
| ---------------------- | ----------------------- | ---------------------- |
| Nr.                    | Rytter                  | Placering              |
| 81                     | Jack Haig (AUS)         | DNF-5                  |
| 82                     | Damiano Caruso (ITA)    | DNS-18                 |
| 83                     | Kamil Gradek (POL)      | 118.                   |
| 84                     | Matej Mohorič (SLO)     | 86.                    |
| 85                     | Luis León Sánchez (ESP) | 14.                    |
| 86                     | Dylan Teuns (BEL)       | 19.                    |
| 87                     | Jan Tratnik (SLO)       | 72.                    |
| 88                     | Fred Wright (GBR)       | 55.                    |

| Groupama-FDJ GFC | Groupama-FDJ GFC                | Groupama-FDJ GFC |
| ---------------- | ------------------------------- | ---------------- |
| Nr.              | Rytter                          | Placering        |
| 91               | David Gaudu (FRA)               | 4.               |
| 92               | Antoine Duchesne (CAN)          | 62.              |
| 93               | Kevin Geniets (LUX)             | 48.              |
| 94               | Stefan Küng (SUI) (enkeltstart) | 33.              |
| 95               | Olivier Le Gac (FRA)            | 88.              |
| 96               | Valentin Madouas (FRA)          | 11.              |
| 97               | Thibaut Pinot (FRA)             | 15.              |
| 98               | Michael Storer (AUS)            | 35.              |

| Alpecin-Deceuninck AFC | Alpecin-Deceuninck AFC         | Alpecin-Deceuninck AFC |
| ---------------------- | ------------------------------ | ---------------------- |
| Nr.                    | Rytter                         | Placering              |
| 101                    | Mathieu van der Poel (NED)     | DNF-11                 |
| 102                    | Silvan Dillier (SUI)           | 60.                    |
| 103                    | Michael Gogl (AUT)             | DNF-5                  |
| 104                    | Alexander Krieger (GER)        | 104.                   |
| 105                    | Jasper Philipsen (BEL)         | 92.                    |
| 106                    | Edward Planckaert (BEL)        | 110.                   |
| 107                    | Kristian Sbaragli (ITA)        | 71.                    |
| 108                    | Guillaume Van Keirsbulck (BEL) | 123.                   |

| Team DSM DSM | Team DSM DSM             | Team DSM DSM |
| ------------ | ------------------------ | ------------ |
| Nr.          | Rytter                   | Placering    |
| 111          | Romain Bardet (FRA)      | 7.           |
| 112          | Alberto Dainese (ITA)    | 100.         |
| 113          | John Degenkolb (GER)     | 105.         |
| 114          | Nils Eekhoff (NED)       | 119.         |
| 115          | Chris Hamilton (AUS)     | 38.          |
| 116          | Andreas Leknessund (NOR) | 28.          |
| 117          | Martijn Tusveld (NED)    | 64.          |
| 118          | Kevin Vermaerke (USA)    | DNF-8        |

| Intermarché-Wanty-Gobert Matériaux IWG | Intermarché-Wanty-Gobert Matériaux IWG | Intermarché-Wanty-Gobert Matériaux IWG |
| -------------------------------------- | -------------------------------------- | -------------------------------------- |
| Nr.                                    | Rytter                                 | Placering                              |
| 121                                    | Alexander Kristoff (NOR)               | 102.                                   |
| 122                                    | Sven Erik Bystrøm (NOR)                | 93.                                    |
| 123                                    | Kobe Goossens (BEL)                    | 47.                                    |
| 124                                    | Louis Meintjes (RSA)                   | 8.                                     |
| 125                                    | Andrea Pasqualon (ITA)                 | 51.                                    |
| 126                                    | Adrien Petit (FRA)                     | 111.                                   |
| 127                                    | Taco van der Hoorn (NED)               | 125.                                   |
| 128                                    | Georg Zimmermann (GER)                 | 44.                                    |

| Astana Qazaqstan Team AST | Astana Qazaqstan Team AST   | Astana Qazaqstan Team AST |
| ------------------------- | --------------------------- | ------------------------- |
| Nr.                       | Rytter                      | Placering                 |
| 131                       | Aleksej Lutsenko (KAZ)      | 9.                        |
| 132                       | Aljaksandr Rabusjenka (BLR) | 97.                       |
| 133                       | Joe Dombrowski (USA)        | 43.                       |
| 134                       | Fabio Felline (ITA)         | DNF-17                    |
| 135                       | Dmitrij Gruzdev (KAZ)       | 114.                      |
| 136                       | Gianni Moscon (ITA)         | DNF-8                     |
| 137                       | Simone Velasco (ITA)        | 31.                       |
| 138                       | Andrej Zejts (KAZ)          | 39.                       |

| EF Education-EasyPost EFE | EF Education-EasyPost EFE | EF Education-EasyPost EFE |
| ------------------------- | ------------------------- | ------------------------- |
| Nr.                       | Rytter                    | Placering                 |
| 141                       | Rigoberto Urán (COL)      | 26.                       |
| 142                       | Ruben Guerreiro (POR)     | DNS-9                     |
| 143                       | Alberto Bettiol (ITA)     | 41.                       |
| 144                       | Stefan Bissegger (SUI)    | 83.                       |
| 145                       | Owain Doull (GBR)         | 90.                       |
| 146                       | Magnus Cort (DEN)         | DNS-15                    |
| 147                       | Neilson Powless (USA)     | 13.                       |
| 148                       | Jonas Rutsch (GER)        | 94.                       |

| Arkéa-Samsic ARK | Arkéa-Samsic ARK      | Arkéa-Samsic ARK |
| ---------------- | --------------------- | ---------------- |
| Nr.              | Rytter                | Placering        |
| 151              | Nairo Quintana (COL)  | DQ               |
| 152              | Warren Barguil (FRA)  | DNS-13           |
| 153              | Maxime Bouet (FRA)    | 50.              |
| 154              | Amaury Capiot (BEL)   | 85.              |
| 155              | Hugo Hofstetter (FRA) | 82.              |
| 156              | Matis Louvel (FRA)    | 74.              |
| 157              | Łukasz Owsian (POL)   | 42.              |
| 158              | Connor Swift (GBR)    | 70.              |

| Lotto-Soudal LTS | Lotto-Soudal LTS                             | Lotto-Soudal LTS |
| ---------------- | -------------------------------------------- | ---------------- |
| Nr.              | Rytter                                       | Placering        |
| 161              | Caleb Ewan (AUS)                             | 135.             |
| 162              | Frederik Frison (BEL)                        | 131.             |
| 163              | Philippe Gilbert (BEL)                       | 76.              |
| 164              | Reinardt Janse van Rensburg (RSA) (landevej) | 132.             |
| 165              | Andreas Kron (DEN)                           | 73.              |
| 166              | Brent Van Moer (BEL)                         | 121.             |
| 167              | Florian Vermeersch (BEL)                     | 108.             |
| 168              | Tim Wellens (BEL)                            | DNS-17           |

| Trek-Segafredo TFS | Trek-Segafredo TFS                | Trek-Segafredo TFS |
| ------------------ | --------------------------------- | ------------------ |
| Nr.                | Rytter                            | Placering          |
| 171                | Mads Pedersen (DEN)               | 99.                |
| 172                | Giulio Ciccone (ITA)              | 59.                |
| 173                | Tony Gallopin (FRA)               | 37.                |
| 174                | Alex Kirsch (LUX)                 | DNF-6              |
| 175                | Bauke Mollema (NED) (enkeltstart) | 25.                |
| 176                | Quinn Simmons (USA)               | 67.                |
| 177                | Toms Skujiņš (LAT) (enkeltstart)  | 61.                |
| 178                | Jasper Stuyven (BEL)              | 81.                |

| TotalEnergies TEN | TotalEnergies TEN                 | TotalEnergies TEN |
| ----------------- | --------------------------------- | ----------------- |
| Nr.               | Rytter                            | Placering         |
| 181               | Peter Sagan (SVK) (landevej)      | 116.              |
| 182               | Edvald Boasson Hagen (NOR)        | 58.               |
| 183               | Maciej Bodnar (POL) (enkeltstart) | 115.              |
| 184               | Mathieu Burgaudeau (FRA)          | 68.               |
| 185               | Pierre Latour (FRA)               | 57.               |
| 186               | Daniel Oss (ITA)                  | DNS-6             |
| 187               | Anthony Turgis (FRA)              | 129.              |
| 188               | Alexis Vuillermoz (FRA)           | DNS-10            |

| Israel-Premier Tech IPT | Israel-Premier Tech IPT | Israel-Premier Tech IPT |
| ----------------------- | ----------------------- | ----------------------- |
| Nr.                     | Rytter                  | Placering               |
| 191                     | Chris Froome (GBR)      | DNS-18                  |
| 192                     | Guillaume Boivin (CAN)  | DNS-21                  |
| 193                     | Simon Clarke (AUS)      | DNS-15                  |
| 194                     | Jakob Fuglsang (DEN)    | DNS-16                  |
| 195                     | Guy Niv (ISR)           | 77.                     |
| 196                     | Hugo Houle (CAN)        | 24.                     |
| 197                     | Krists Neilands (LAT)   | 79.                     |
| 198                     | Michael Woods (CAN)     | DNS-21                  |

| BikeExchange-Jayco BEX | BikeExchange-Jayco BEX        | BikeExchange-Jayco BEX |
| ---------------------- | ----------------------------- | ---------------------- |
| Nr.                    | Rytter                        | Placering              |
| 201                    | Michael Matthews (AUS)        | 78.                    |
| 202                    | Jack Bauer (NZL)              | 122.                   |
| 203                    | Luke Durbridge (AUS)          | DNS-10                 |
| 204                    | Dylan Groenewegen (NED)       | 117.                   |
| 205                    | Amund Grøndahl Jansen (NOR)   | 133.                   |
| 206                    | Christopher Juul-Jensen (DEN) | 128.                   |
| 207                    | Luka Mezgec (SLO)             | 101.                   |
| 208                    | Nick Schultz (AUS)            | 23.                    |

| B&B Hotels-KTM BBK | B&B Hotels-KTM BBK          | B&B Hotels-KTM BBK |
| ------------------ | --------------------------- | ------------------ |
| Nr.                | Rytter                      | Placering          |
| 211                | Franck Bonnamour (FRA)      | 66.                |
| 212                | Cyril Barthe (FRA)          | 80.                |
| 213                | Alexis Gougeard (FRA)       | 89.                |
| 214                | Jérémy Lecroq (FRA)         | 126.               |
| 215                | Cyril Lemoine (FRA)         | 113.               |
| 216                | Luca Mozzato (ITA)          | 103.               |
| 217                | Pierre Rolland (FRA)        | 69.                |
| 218                | Sebastian Schönberger (AUT) | 34.                |

| UAE Team Emirates UAD | UAE Team Emirates UAD      | UAE Team Emirates UAD |
| --------------------- | -------------------------- | --------------------- |
| Nr.                   | Rytter                     | Placering             |
| 1                     | Tadej Pogačar (SLO)        | 2.                    |
| 2                     | George Bennett (NZL)       | DNS-10                |
| 3                     | Mikkel Bjerg (DEN)         | 124.                  |
| 4                     | Vegard Stake Laengen (NOR) | DNS-8                 |
| 5                     | Rafał Majka (POL)          | DNS-17                |
| 6                     | Brandon McNulty (USA)      | 20.                   |
| 7                     | Marc Soler (ESP)           | HD-16                 |
| 8                     | Marc Hirschi (SUI)         | 127.                  |

| Jumbo-Visma TJV | Jumbo-Visma TJV            | Jumbo-Visma TJV |
| --------------- | -------------------------- | --------------- |
| Nr.             | Rytter                     | Placering       |
| 11              | Primož Roglič (SLO)        | DNS-15          |
| 12              | Tiesj Benoot (BEL)         | 36.             |
| 13              | Steven Kruijswijk (NED)    | DNF-15          |
| 14              | Sepp Kuss (USA)            | 18.             |
| 15              | Christophe Laporte (FRA)   | 75.             |
| 16              | Wout van Aert (BEL)        | 22.             |
| 17              | Nathan Van Hooydonck (BEL) | DNS-20          |
| 18              | Jonas Vingegaard (DEN)     | 1.              |

| Ineos Grenadiers IGD | Ineos Grenadiers IGD                | Ineos Grenadiers IGD |
| -------------------- | ----------------------------------- | -------------------- |
| Nr.                  | Rytter                              | Placering            |
| 21                   | Geraint Thomas (GBR)                | 3.                   |
| 22                   | Daniel Martínez (COL) (enkeltstart) | 30.                  |
| 23                   | Jonathan Castroviejo (ESP)          | 49.                  |
| 24                   | Filippo Ganna (ITA) (enkeltstart)   | 95.                  |
| 25                   | Tom Pidcock (GBR)                   | 17.                  |
| 26                   | Luke Rowe (GBR)                     | 106.                 |
| 27                   | Dylan van Baarle (NED)              | 32.                  |
| 28                   | Adam Yates (GBR)                    | 10.                  |

| AG2R Citroën Team ACT | AG2R Citroën Team ACT           | AG2R Citroën Team ACT |
| --------------------- | ------------------------------- | --------------------- |
| Nr.                   | Rytter                          | Placering             |
| 31                    | Ben O'Connor (AUS)              | DNS-10                |
| 32                    | Geoffrey Bouchard (FRA)         | DNS-8                 |
| 33                    | Mikaël Cherel (FRA)             | DNS-16                |
| 34                    | Benoît Cosnefroy (FRA)          | 91.                   |
| 35                    | Stan Dewulf (BEL)               | 65.                   |
| 36                    | Bob Jungels (LUX) (enkeltstart) | 12.                   |
| 37                    | Oliver Naesen (BEL)             | DNF-11                |
| 38                    | Aurélien Paret-Peintre (FRA)    | DNS-16                |

| Bora-Hansgrohe BOH | Bora-Hansgrohe BOH                                  | Bora-Hansgrohe BOH |
| ------------------ | --------------------------------------------------- | ------------------ |
| Nr.                | Rytter                                              | Placering          |
| 41                 | Aleksandr Vlasov (RUS)                              | 5.                 |
| 42                 | Felix Großschartner (AUT) (landevej og enkeltstart) | 53.                |
| 43                 | Marco Haller (AUT)                                  | 87.                |
| 44                 | Lennard Kämna (GER) (enkeltstart)                   | DNS-16             |
| 45                 | Patrick Konrad (AUT)                                | 16.                |
| 46                 | Nils Politt (GER) (landevej)                        | 56.                |
| 47                 | Maximilian Schachmann (GER)                         | 46.                |
| 48                 | Danny van Poppel (NED)                              | 109.               |

| Quick-Step Alpha Vinyl QST | Quick-Step Alpha Vinyl QST        | Quick-Step Alpha Vinyl QST |
| -------------------------- | --------------------------------- | -------------------------- |
| Nr.                        | Rytter                            | Placering                  |
| 51                         | Fabio Jakobsen (NED)              | 130.                       |
| 52                         | Kasper Asgreen (DEN)              | DNS-9                      |
| 53                         | Andrea Bagioli (ITA)              | 98.                        |
| 54                         | Mattia Cattaneo (ITA)             | 96.                        |
| 55                         | Mikkel Honoré (DEN)               | 112.                       |
| 56                         | Yves Lampaert (BEL)               | 120.                       |
| 57                         | Michael Mørkøv (DEN)              | HD-15                      |
| 58                         | Florian Sénéchal (FRA) (landevej) | 107.                       |

| Movistar Team MOV | Movistar Team MOV       | Movistar Team MOV |
| ----------------- | ----------------------- | ----------------- |
| Nr.               | Rytter                  | Placering         |
| 61                | Enric Mas (ESP)         | DNS-19            |
| 62                | Imanol Erviti (ESP)     | DNS-18            |
| 63                | Gorka Izagirre (ESP)    | DNS-21            |
| 64                | Matteo Jorgenson (USA)  | 21.               |
| 65                | Gregor Mühlberger (AUT) | 29.               |
| 66                | Nelson Oliveira (POR)   | 52.               |
| 67                | Albert Torres (ESP)     | 134.              |
| 68                | Carlos Verona (ESP)     | 27.               |

| Cofidis COF | Cofidis COF               | Cofidis COF |
| ----------- | ------------------------- | ----------- |
| Nr.         | Rytter                    | Placering   |
| 71          | Guillaume Martin (FRA)    | DNS-9       |
| 72          | Pierre-Luc Périchon (FRA) | 63.         |
| 73          | Simon Geschke (GER)       | 45.         |
| 74          | Jon Izagirre (ESP)        | 40.         |
| 75          | Victor Lafay (FRA)        | DNF-13      |
| 76          | Anthony Perez (FRA)       | 84.         |
| 77          | Benjamin Thomas (FRA)     | 54.         |
| 78          | Max Walscheid (GER)       | DNS-16      |

| Bahrain Victorious TBV | Bahrain Victorious TBV  | Bahrain Victorious TBV |
| ---------------------- | ----------------------- | ---------------------- |
| Nr.                    | Rytter                  | Placering              |
| 81                     | Jack Haig (AUS)         | DNF-5                  |
| 82                     | Damiano Caruso (ITA)    | DNS-18                 |
| 83                     | Kamil Gradek (POL)      | 118.                   |
| 84                     | Matej Mohorič (SLO)     | 86.                    |
| 85                     | Luis León Sánchez (ESP) | 14.                    |
| 86                     | Dylan Teuns (BEL)       | 19.                    |
| 87                     | Jan Tratnik (SLO)       | 72.                    |
| 88                     | Fred Wright (GBR)       | 55.                    |

| Groupama-FDJ GFC | Groupama-FDJ GFC                | Groupama-FDJ GFC |
| ---------------- | ------------------------------- | ---------------- |
| Nr.              | Rytter                          | Placering        |
| 91               | David Gaudu (FRA)               | 4.               |
| 92               | Antoine Duchesne (CAN)          | 62.              |
| 93               | Kevin Geniets (LUX)             | 48.              |
| 94               | Stefan Küng (SUI) (enkeltstart) | 33.              |
| 95               | Olivier Le Gac (FRA)            | 88.              |
| 96               | Valentin Madouas (FRA)          | 11.              |
| 97               | Thibaut Pinot (FRA)             | 15.              |
| 98               | Michael Storer (AUS)            | 35.              |

| Alpecin-Deceuninck AFC | Alpecin-Deceuninck AFC         | Alpecin-Deceuninck AFC |
| ---------------------- | ------------------------------ | ---------------------- |
| Nr.                    | Rytter                         | Placering              |
| 101                    | Mathieu van der Poel (NED)     | DNF-11                 |
| 102                    | Silvan Dillier (SUI)           | 60.                    |
| 103                    | Michael Gogl (AUT)             | DNF-5                  |
| 104                    | Alexander Krieger (GER)        | 104.                   |
| 105                    | Jasper Philipsen (BEL)         | 92.                    |
| 106                    | Edward Planckaert (BEL)        | 110.                   |
| 107                    | Kristian Sbaragli (ITA)        | 71.                    |
| 108                    | Guillaume Van Keirsbulck (BEL) | 123.                   |

| Team DSM DSM | Team DSM DSM             | Team DSM DSM |
| ------------ | ------------------------ | ------------ |
| Nr.          | Rytter                   | Placering    |
| 111          | Romain Bardet (FRA)      | 7.           |
| 112          | Alberto Dainese (ITA)    | 100.         |
| 113          | John Degenkolb (GER)     | 105.         |
| 114          | Nils Eekhoff (NED)       | 119.         |
| 115          | Chris Hamilton (AUS)     | 38.          |
| 116          | Andreas Leknessund (NOR) | 28.          |
| 117          | Martijn Tusveld (NED)    | 64.          |
| 118          | Kevin Vermaerke (USA)    | DNF-8        |

| Intermarché-Wanty-Gobert Matériaux IWG | Intermarché-Wanty-Gobert Matériaux IWG | Intermarché-Wanty-Gobert Matériaux IWG |
| -------------------------------------- | -------------------------------------- | -------------------------------------- |
| Nr.                                    | Rytter                                 | Placering                              |
| 121                                    | Alexander Kristoff (NOR)               | 102.                                   |
| 122                                    | Sven Erik Bystrøm (NOR)                | 93.                                    |
| 123                                    | Kobe Goossens (BEL)                    | 47.                                    |
| 124                                    | Louis Meintjes (RSA)                   | 8.                                     |
| 125                                    | Andrea Pasqualon (ITA)                 | 51.                                    |
| 126                                    | Adrien Petit (FRA)                     | 111.                                   |
| 127                                    | Taco van der Hoorn (NED)               | 125.                                   |
| 128                                    | Georg Zimmermann (GER)                 | 44.                                    |

| Astana Qazaqstan Team AST | Astana Qazaqstan Team AST   | Astana Qazaqstan Team AST |
| ------------------------- | --------------------------- | ------------------------- |
| Nr.                       | Rytter                      | Placering                 |
| 131                       | Aleksej Lutsenko (KAZ)      | 9.                        |
| 132                       | Aljaksandr Rabusjenka (BLR) | 97.                       |
| 133                       | Joe Dombrowski (USA)        | 43.                       |
| 134                       | Fabio Felline (ITA)         | DNF-17                    |
| 135                       | Dmitrij Gruzdev (KAZ)       | 114.                      |
| 136                       | Gianni Moscon (ITA)         | DNF-8                     |
| 137                       | Simone Velasco (ITA)        | 31.                       |
| 138                       | Andrej Zejts (KAZ)          | 39.                       |

| EF Education-EasyPost EFE | EF Education-EasyPost EFE | EF Education-EasyPost EFE |
| ------------------------- | ------------------------- | ------------------------- |
| Nr.                       | Rytter                    | Placering                 |
| 141                       | Rigoberto Urán (COL)      | 26.                       |
| 142                       | Ruben Guerreiro (POR)     | DNS-9                     |
| 143                       | Alberto Bettiol (ITA)     | 41.                       |
| 144                       | Stefan Bissegger (SUI)    | 83.                       |
| 145                       | Owain Doull (GBR)         | 90.                       |
| 146                       | Magnus Cort (DEN)         | DNS-15                    |
| 147                       | Neilson Powless (USA)     | 13.                       |
| 148                       | Jonas Rutsch (GER)        | 94.                       |

| Arkéa-Samsic ARK | Arkéa-Samsic ARK      | Arkéa-Samsic ARK |
| ---------------- | --------------------- | ---------------- |
| Nr.              | Rytter                | Placering        |
| 151              | Nairo Quintana (COL)  | DQ               |
| 152              | Warren Barguil (FRA)  | DNS-13           |
| 153              | Maxime Bouet (FRA)    | 50.              |
| 154              | Amaury Capiot (BEL)   | 85.              |
| 155              | Hugo Hofstetter (FRA) | 82.              |
| 156              | Matis Louvel (FRA)    | 74.              |
| 157              | Łukasz Owsian (POL)   | 42.              |
| 158              | Connor Swift (GBR)    | 70.              |

| Lotto-Soudal LTS | Lotto-Soudal LTS                             | Lotto-Soudal LTS |
| ---------------- | -------------------------------------------- | ---------------- |
| Nr.              | Rytter                                       | Placering        |
| 161              | Caleb Ewan (AUS)                             | 135.             |
| 162              | Frederik Frison (BEL)                        | 131.             |
| 163              | Philippe Gilbert (BEL)                       | 76.              |
| 164              | Reinardt Janse van Rensburg (RSA) (landevej) | 132.             |
| 165              | Andreas Kron (DEN)                           | 73.              |
| 166              | Brent Van Moer (BEL)                         | 121.             |
| 167              | Florian Vermeersch (BEL)                     | 108.             |
| 168              | Tim Wellens (BEL)                            | DNS-17           |

| Trek-Segafredo TFS | Trek-Segafredo TFS                | Trek-Segafredo TFS |
| ------------------ | --------------------------------- | ------------------ |
| Nr.                | Rytter                            | Placering          |
| 171                | Mads Pedersen (DEN)               | 99.                |
| 172                | Giulio Ciccone (ITA)              | 59.                |
| 173                | Tony Gallopin (FRA)               | 37.                |
| 174                | Alex Kirsch (LUX)                 | DNF-6              |
| 175                | Bauke Mollema (NED) (enkeltstart) | 25.                |
| 176                | Quinn Simmons (USA)               | 67.                |
| 177                | Toms Skujiņš (LAT) (enkeltstart)  | 61.                |
| 178                | Jasper Stuyven (BEL)              | 81.                |

| TotalEnergies TEN | TotalEnergies TEN                 | TotalEnergies TEN |
| ----------------- | --------------------------------- | ----------------- |
| Nr.               | Rytter                            | Placering         |
| 181               | Peter Sagan (SVK) (landevej)      | 116.              |
| 182               | Edvald Boasson Hagen (NOR)        | 58.               |
| 183               | Maciej Bodnar (POL) (enkeltstart) | 115.              |
| 184               | Mathieu Burgaudeau (FRA)          | 68.               |
| 185               | Pierre Latour (FRA)               | 57.               |
| 186               | Daniel Oss (ITA)                  | DNS-6             |
| 187               | Anthony Turgis (FRA)              | 129.              |
| 188               | Alexis Vuillermoz (FRA)           | DNS-10            |

| Israel-Premier Tech IPT | Israel-Premier Tech IPT | Israel-Premier Tech IPT |
| ----------------------- | ----------------------- | ----------------------- |
| Nr.                     | Rytter                  | Placering               |
| 191                     | Chris Froome (GBR)      | DNS-18                  |
| 192                     | Guillaume Boivin (CAN)  | DNS-21                  |
| 193                     | Simon Clarke (AUS)      | DNS-15                  |
| 194                     | Jakob Fuglsang (DEN)    | DNS-16                  |
| 195                     | Guy Niv (ISR)           | 77.                     |
| 196                     | Hugo Houle (CAN)        | 24.                     |
| 197                     | Krists Neilands (LAT)   | 79.                     |
| 198                     | Michael Woods (CAN)     | DNS-21                  |

| BikeExchange-Jayco BEX | BikeExchange-Jayco BEX        | BikeExchange-Jayco BEX |
| ---------------------- | ----------------------------- | ---------------------- |
| Nr.                    | Rytter                        | Placering              |
| 201                    | Michael Matthews (AUS)        | 78.                    |
| 202                    | Jack Bauer (NZL)              | 122.                   |
| 203                    | Luke Durbridge (AUS)          | DNS-10                 |
| 204                    | Dylan Groenewegen (NED)       | 117.                   |
| 205                    | Amund Grøndahl Jansen (NOR)   | 133.                   |
| 206                    | Christopher Juul-Jensen (DEN) | 128.                   |
| 207                    | Luka Mezgec (SLO)             | 101.                   |
| 208                    | Nick Schultz (AUS)            | 23.                    |

| B&B Hotels-KTM BBK | B&B Hotels-KTM BBK          | B&B Hotels-KTM BBK |
| ------------------ | --------------------------- | ------------------ |
| Nr.                | Rytter                      | Placering          |
| 211                | Franck Bonnamour (FRA)      | 66.                |
| 212                | Cyril Barthe (FRA)          | 80.                |
| 213                | Alexis Gougeard (FRA)       | 89.                |
| 214                | Jérémy Lecroq (FRA)         | 126.               |
| 215                | Cyril Lemoine (FRA)         | 113.               |
| 216                | Luca Mozzato (ITA)          | 103.               |
| 217                | Pierre Rolland (FRA)        | 69.                |
| 218                | Sebastian Schönberger (AUT) | 34.                |